# Champeix
Champeix település Franciaországban, Puy-de-Dôme megyében. Lakosainak száma 1416 fő (2022. január 1.). Champeix Plauzat, Clémensat, Ludesse, Montaigut-le-Blanc, Neschers, Saint-Vincent és Les Deux-Rives községekkel határos.

## Népesség
A település népességének változása:
| Lakosok száma | 1324 | 1330 | 1359 | 1360 | 1382 | 1405 | 1424 | 1416 | 1416 |
|               | 2013 | 2015 | 2016 | 2017 | 2018 | 2019 | 2020 | 2021 | 2022 |